# Судьи Аида
Судьи Аида — судьи мёртвых в древнегреческой мифологии. Всего их трое: Эак, Радамант и Минос. Упоминаются Гомером в Одиссее и Вергилием, а также Овидием, Пиндаром и Платоном. Известны античные изображения загробного трибунала на керамике.

## Трое судей
Эак — хранитель ключей от царства мёртвых и судья людей из Европы (с запада), Радамант, изображаемый в азиатских одеждах, судил азиатов (людей с востока) и был повелителем Элизиума, где обитают души блаженных, Миносу же, которого в более позднее время «разделили» на Миноса I и Миноса II, принадлежало последнее решающее слово, также он вершил суд в спорных случаях. Радаманта и Миноса иногда называют братьями. Все трое были известными мифологическими героями и «при жизни». Радамант был «назначен» судьей мёртвых именно за свою приверженность справедливости.
Эти судьи судили умерших за их деяния и создавали для подземного мира (Аида) законы. Тем не менее, эти законы не предполагали истинной справедливости для душ мёртвых (теней), а мёртвые не получали ни награды за следование законам, ни наказания за совершенные злодеяния.